# I Solisti Filarmonici Italiani
I Solisti Filarmonici Italiani sono un'orchestra d'archi fondata nel 2001.

## Storia
L'orchestra venne costituita nel 2001 e si dedica soprattutto a esecuzioni e registrazioni del repertorio strumentale italiano raccogliendo l'eredità maturata nelle esperienze dapprima con I Virtuosi di Roma (1950-79) ed in seguito con I Solisti Italiani (1980-2000).
Tutti i componenti del gruppo hanno alle spalle una rilevante attività concertistica individuale, suonano come “prime parti soliste” nelle maggiori orchestre sinfoniche italiane e sono risultati vincitori in alcuni dei più importanti concorsi internazionali (Vittorio Gui, Viotti, ARD di Monaco, Parigi, Londra).
I Solisti Filarmonici Italiani affrontano un repertorio che origina nella musica da camera per giungere all'orchestra d'archi, suonando senza direttore e prevedendo un'ampia alternanza di tutti i componenti nei ruoli solistici e di prime parti.
Degni di particolare menzione nella loro attività internazionale, che li ha visti ospiti regolari in Nord e Sud America, Giappone ed Estremo Oriente, Sudafrica oltre che in tutta Europa, sono gli inviti ad Amsterdam (Concertgebouw), Berlino (Philharmonie), Bonn (Beethovenhalle), Monaco di Baviera (Herkulessaal), Vienna (Musikverein), New York (Metropolitan Museum e Carnegie Hall), Washington (Kennedy Center), Chicago, Cleveland, Boston, Buenos Aires (Mozarteum Argentino e Teatro Colón), San Paolo, Rio de Janeiro, Parigi (Salle Pleyel), Madrid (Auditorio Nacional), Barcellona, Milano (Società del Quartetto), Roma, Istanbul (Festival), Taipei (National Concert Hall), Seoul (Arts Center), Hong Kong, Tokyo (Suntory Hall e Opera City), Osaka (Symphony Hall e Izumi Hall).
Le loro esecuzioni sono state apprezzate dalla critica del New York Times, Washington Post, Corriere della Sera, Suddeutsche Zeitung e segnalate in riviste specializzate quali Diapason, Le Monde de La Musique, Fono Forum, Cd Classica e Amadeus.
Hanno suonato frequentemente in concerti e tour con Kathleen Battle, Hansjörg Schellenberger, Milan Turkovic, Michala Petri, Mstislav Rostropovich, Andrea Griminelli.
Hanno registrato per le maggiori emittenti radiofoniche in tutto il mondo.
Hanno al loro attivo 12 CD con diverse case discografiche (Denon Nippon Columbia, Decca, Cpo, Stradivarius, Meister Music ed Altus).

## Membri dell'orchestra

### Componenti attuali
- Violini: Federico Guglielmo (concertmaster), Myriam Dal Don, Carlo Lazari, Alessandro Ferrari, Glauco Bertagnin
- Viole: Enrico Balboni, Mario Paladin
- Violoncelli: Luigi Puxeddu, Francesco Ferrarini
- Contrabbasso: Franco Catalini
- Tiorba: Diego Cantalupi
- Clavicembalo: Roberto Loreggian

## Discografia
- Johann Sebastian Bach - Concerti per violino BWV1041-43 + Concerto Brandeburghese no.5 BWV1050 - live in Tokyo, Meister Music
- Johann Sebastian Bach - Concerti per 2/3/4 pianoforti BWV1060-65 - live in Amiata Piano Festival, Decca
- Edvard Grieg - "Works for Strings" - Denon Nippon Columbia
- Felix Mendelssohn - Ottetto per archi Op.20, Sestetto per piano e archi Op.110 - Cpo
- Ennio Morricone / Nino Rota - "From the Screen to the Stage" - Denon Nippon Columbia
- Astor Piazzolla / Las Estaciones Portenas - live in Tokyo, Meister Music
- Antonio Vivaldi - "Gloria" RV598, "Kyrie" RV587 + Johann Sebastian Bach - Cantata BWV50 - live in Okayama, Meister Music
- Antonio Vivaldi - "Le Quattro Stagioni" Op.8 no.1-4 + Concerti RV114/151 - live in Yokohama, Meister Music
- Antonio Vivaldi - "Le Quattro Stagioni" Op.8 no.1-4 + Concerti per flauto Op.10 no.1 "La tempesta di mare", no.2 "La notte", no.3 "Il gardellino" e "Gran Mogol" - Andrea Griminelli (fl) - Decca
- "Carillon" (aa.vv) - Hiroko Kouda (sop) - Denon Nippon Columbia
- "Fantasie d'opera" (Rossini, Bazzini, Bottesini, Paganini, Sivori, Glinka) - Stradivarius
- "Italian Baroque Remembrances" (Vitali/Respighi, Kreisler, Locatelli/Marinuzzi, Tartini/Zandonai, Vivaldi/D'Indy-Bazelaire, Tartini/Respighi) - Altus Music
- "Panis Angelicus" (aa.vv) - Hiroko Kouda (sop) - Denon Nippon Columbia
- "Souvenir d'Italie" (aa.vv) . Ayako Takagi (fl) - Denon Nippon Columbia
- 2022 - Eri con me, con Alice